# 安心
安心（あんじん、あんしん）とは気掛かりな事が無く、心が落ち着き安んじることである。本来は「あんじん」と読むが、江戸期より「あんしん」と読むようになった。

## 概説
そもそも安心とは安心立命（儒教において天命を知り、心を平安に保つことまたは、その身を天命に任せいつも落ち着いていること）を略したもので、禅宗では現在もこれを仏の教えにより恐怖や不安から解放されて悟りの境地に到達し、心の安らぎを得て主体性を確立することという意味で用いる。仏教では達磨が初めて用いたとされ、不安や恐怖の原因は自分の欲望に由来する煩悩にあることから、これらの境地を開くことは信心および信仰の証しとされた。

## 浄土宗
浄土宗において安心とは阿弥陀仏の救済を信じて疑わず、極楽往生を求めることをさす。これを三種類に分けたのが三心で、真に浄土を願う至誠心、深く願う深心、さらに功徳を回向して浄土に往生しようと願う回向発願心である。これら三つを備える人物は必ず往生できるとされる。なお、聖道門では禅宗同様、自身の心を落ち着かせることをさす。善導は極楽往生の為に実践すべき本願称名の要件に安心・起行・作業の三種類があると説いた。また、良忠は安心を菩提心と同義である総安心と三心と同義の別安心に分類した。西山派では、本願および名号のいわれを聞いて理解し欲望を捨てて仏に帰依しない限り三心は備わらないとし、この安心を他力の安心と呼んでいる。

## 参考資料
- 『ブリタニカ国際大百科事典』TBSブリタニカ
- 『日本国語大辞典』小学館
- 安心 | 生活の中の仏教用語 | 読むページ | 大谷大学
- 暮らしの中の仏教語 138 安心
- 『浄土宗大辞典』浄土宗大辞典刊行会